# Plužine
Plužine (cyr. Плужине) – miasto w Czarnogórze, siedziba gminy Plužine. W 2011 roku liczyło 1341 mieszkańców.